# Xmltv
xmltv ist eine Sammlung von Perl-Skripten, mit denen TV-Informationen aus verschiedenen Quellen ausgelesen und im offenen XML-Format ausgegeben werden können.

## Hintergrund
Die einzelnen Skripte werden als Grabber bezeichnet. Während der Grabber für Nordamerika nach offiziellen Absprachen über extra für xmltv angelegte Schnittstellen kommuniziert, gibt es ansonsten meist lediglich Skripte, die das Fernsehprogramm weniger effizient von den Internetseiten verschiedener Fernsehzeitschriften herunterladen. Aufgrund von Layoutänderungen und Bestrebungen von Webmastern, das Auslesen durch nicht autorisierte Skripte zu unterbinden, funktionieren diese nicht immer zuverlässig. Zudem ist dieses Vorgehen illegal, da Datenbankwerke urheberrechtlich geschützt sind und die Betreiber ein automatisiertes Auslesen ihrer Websites meist in den Allgemeinen Geschäftsbedingungen untersagen. Es gibt jedoch eine kleine Anzahl legaler Quellen, die lizenziertes Material über xmltv-Schnittstellen bereitstellen.

## Verwendbarkeit
Die von xmltv erzeugte XML-Datei kann von vielen Programmen gelesen und verarbeitet werden. Ein Beispiel hierfür ist das PVR-Programm MythTV, das TV-Anzeige-Programm tvtime oder kleine Applets wie OnTV für den Gnome-Desktop. Auch My Media System (MMS) verwendet xmltv.
Durch die Erhebung von Gebühren für die EPG-Daten der meisten privaten deutschen Fernsehsender durch die VG Media wird die Verwendung von xmltv weiter eingeschränkt, da viele Websites ab dem 1. Januar 2008 keine kostenfreien Sendungsdaten dieser Sender mehr liefern können. Die Daten unterliegen nunmehr einem Verwertungsrecht, das für eine nicht unerhebliche Gebühr gekauft werden muss.

## Alternativen
- NexTView – Programminformationen über das analoge TV-Signal
- TV-Browser – plattformunabhängiges Open-Source-Projekt mit Programminformationen zu überwiegend deutschen TV-, Radio- und Kino-Ausstrahlungen.